# Stadion Awangard w Komsomolsku nad Amurem
Stadion Awangard – wielofunkcyjny stadion w Komsomolsku nad Amurem, w Rosji. Został otwarty w 1982 roku. Może pomieścić 16 000 widzów. Swoje spotkania na obiekcie rozgrywa drużyna Smiena Komsomolsk nad Amurem.